# 네티브 하아사라 학살
2023년 10월 7일, 하마스 무장세력은 이스라엘에 대한 기습 공격의 일환으로 가자지구 국경 울타리 근처에 있는 이스라엘 모샤브인 네티브 하아사라(Netiv HaAsara)를 공격했다. 무장세력은 일부 경우 가족을 포함해 최소 20명을 살해했다. 이 마을에는 약 900명의 주민이 살고 있다.

## 배경
1982년에 설립된 모샤브인 네티브 하아사라에는 900명의 인구가 살고 있다. 2005년 이스라엘이 가자에서 철수한 후 네티브 하아사라는 팔레스타인 마을인 베이트 라히아 가장자리에서 불과 400m 떨어진 가자 지구에서 가장 가까운 이스라엘 공동체가 되었다. 모샤브는 카쌈 로켓, 카튜샤 로켓, 박격포 포격을 포함한 지속적인 포병 공격을 견뎌냈다. 2007년에는 인민 저항 위원회가 침투를 시도하여 IDF의 손에 가해자 2명이 사망했다. 네티브 하아사라는 2005년 카삼 로켓 관련 다나 갈코윅즈 사망, 2007년 9세 여학생 사망, 2010년 태국 노동자에 대한 치명적인 공격 등 수년 동안 민간인 사상자를 목격했다.

## 공격
10월 7일 아침, 하마스 테러리스트 심챗 토라(Simchat Torah)가 패러글라이더를 이용해 가자 지구 북부 근처의 네티브 하아사라 모샤브에 침투했다. 그들은 집집마다 돌아다니면서 20명이 넘는 사람이 죽고 더 많은 사람이 다쳤다. 일부 피해자는 같은 가족 출신이었고, 다른 일부는 마을 신속대응팀의 일원이었다. 어느 순간 마을의 전기가 끊겨 사람들은 전기도 공급되지 않는 안전한 방에 갇히게 되었다.

## 같이 보기
- 레임 음악제 학살 사건
- 2023년 이스라엘-하마스 전쟁